# Санкт-Галлен (кантон)
Санкт-Га́ллен, или Сен-Галле́н (нем. Sankt Gallen, или St. Gallen, фр. Saint-Gall) — немецкоязычный кантон Швейцарии. Площадь — 2026 км², население — 504 686 человек (данные на 31.12.2017). Административный центр — город Санкт-Галлен.

## География
Площадь — 2026 км² (6-е место среди кантонов).
Кантон расположен на северо-востоке Швейцарии, и ограничен с севера Боденским озером, на востоке — долиной Рейна. По Рейну он граничит с Австрией и Лихтенштейном. На юге кантон Санкт-Галлен ограничен кантонами Граубюнден, Гларус и Швиц. На западе лежат кантоны Цюрих и Тургау.
Два полукантона Аппенцелль-Иннерроден и Аппенцелль-Ауссерроден полностью окружены землями кантона Санкт-Галлен.
Главные реки кантона — Рейн, Тур, Линт и Зеец. В долине Рейна и по берегу Констанцского озера рельеф равнинный, на юге переходит к гористым областям Альп. Приблизительно одна треть площади кантона (620 км²) приходится на лесистую местность, в то время как почти половина (979 км²) используется для сельского хозяйства. 278,6 км² площади сельскохозяйственных угодий являются альпийскими пастбищами.
Высота выше уровня моря изменяется от 398 м (Боденское озеро) до 3251 м (гора Рингельшпитц). Кантон включает части Боденского озера (54 км²), Валензее (более 18 км²), и Цюрихского озера (10 км²), а также нескольких маленьких озёр, полностью находящихся в пределах территории кантона.

## История

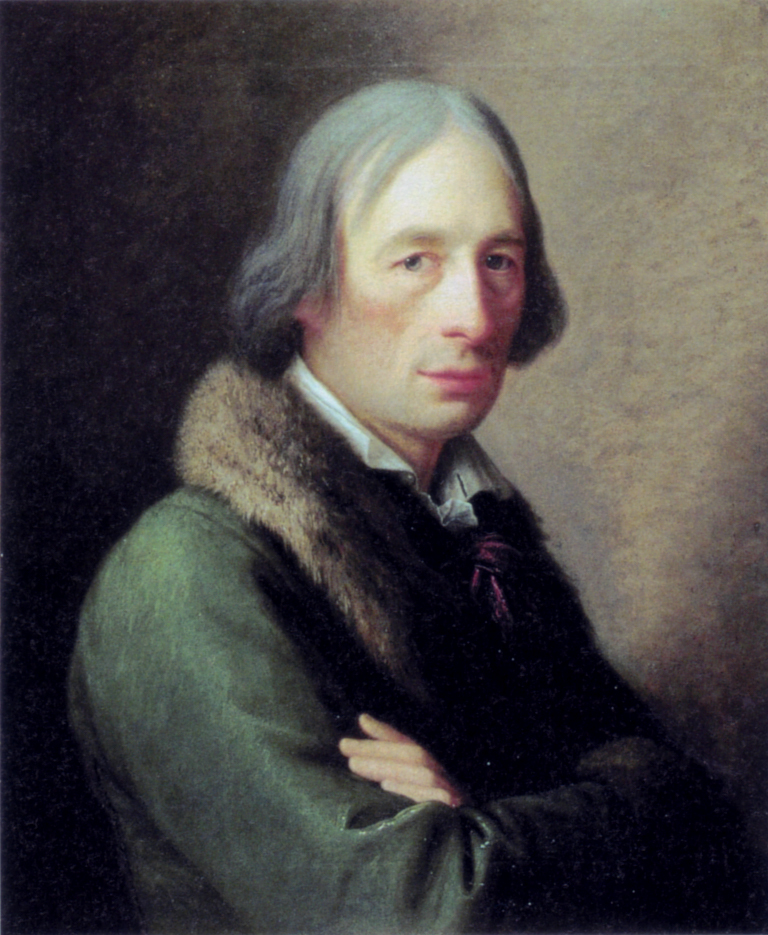
Карл фон Мюллер-Фридберг

Земли кантона Санкт-Галлен представляют собой все приобретения Санкт-Галленского аббатства за столетия своего существования. Основан Санкт-Галлен был при святом Галле (приблизительно 550—620 или 640 гг.), который построил свою отшельническую хижину на реке Стеинак в 612 г. Приблизительно в 720 году, спустя сто лет после смерти святого Галла, священник Отмар Аллеманский построил аббатство и дал ему название Санкт-Галлен.
В 926 г. на аббатство напали венгры, разрушив при этом прилегающий город. В 1311 г. Санкт-Галлен стал Свободным имперским городом. Примерно до 1353 года торговцы гильдии ткачей получили контроль над правительством. В 1415 г. город купил себе свободу у немецкого короля Сигизмунда. Санкт-Галлен присоединился к «постоянному союзу» как полноправный член Конфедерации в 1454, а в 1457 г. стал полностью свободным от аббата.
Однако в 1451 г. аббатство стало союзником Цюриха, Люцерна, Швица и Гларуса, которые были членами Конфедерации. В начале 1490 г. эти четыре кантона поддержали аббата против бунтующего города. В 1526 г. бургомистр города, гуманист Йоахим фон Ватт провел реформацию в Санкт-Галлене. Город был обращен в новую религию, в то время как аббатство оставалось католическим. Укреплённое аббатство оставалось нетронутым.
Отцом-основателем кантона Санкт-Галлен в современных границах считается Карл фон Мюллер-Фридберг (1755-1836).

## Население
Преобладает немецкоязычное население. Верующие — католики (преобладают в юго-восточных округах Зее-Гастер, Зангарзенланд, в восточном округе — Рейнталь, северных округах — Роршах, Санкт-Галлен, Виль) и протестанты (преобладают в центральном округе — Тоггенбург и восточном округе — Верденберг).

## Административное деление

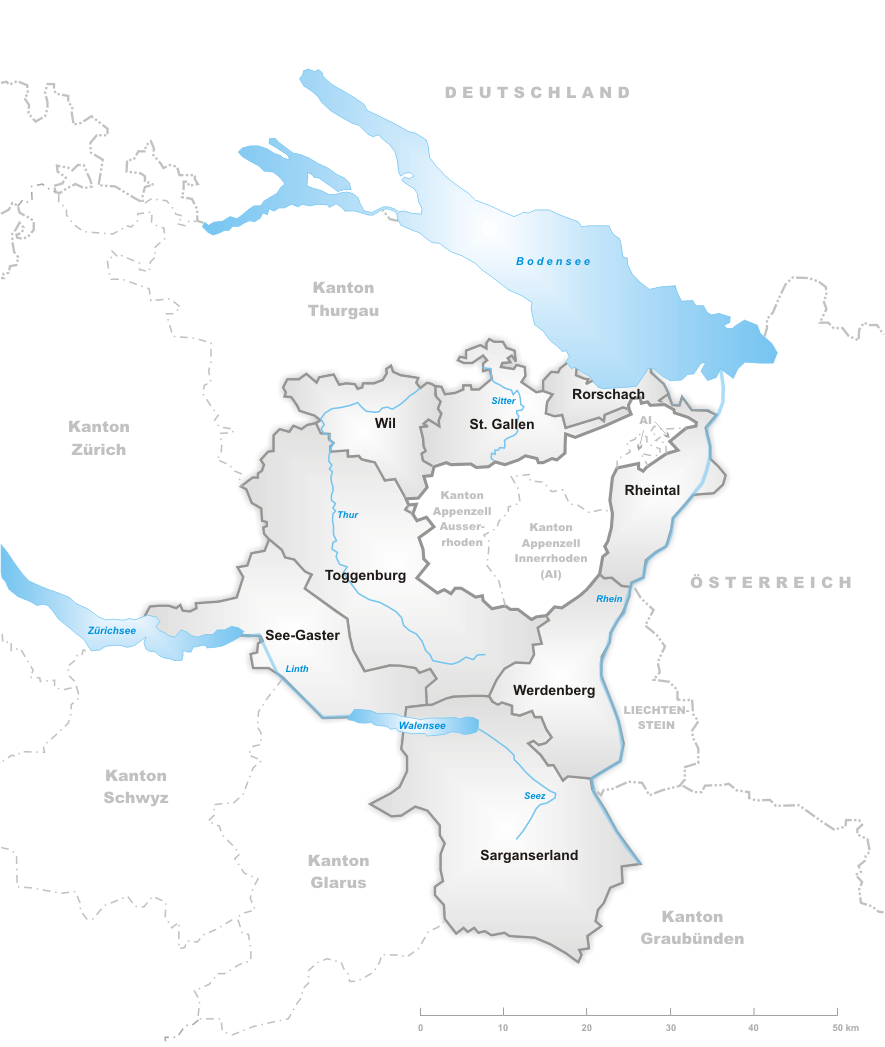
Административное деление кантона.

В кантоне Санкт-Галлен административные округа отсутствуют, но он делится на 8 избирательных округов:
- Санкт-Галлен
- Роршах
- Рейнталь
- Верденберг
- Зарганзерланд
- Зее-Гастер
- Тоггенбург
- Виль

## Образование
- Университет Санкт-Галлена
- Высшая Техническая школа Рапперсвиля
- Частная школа Institut auf dem Rosenberg

## Достопримечательности

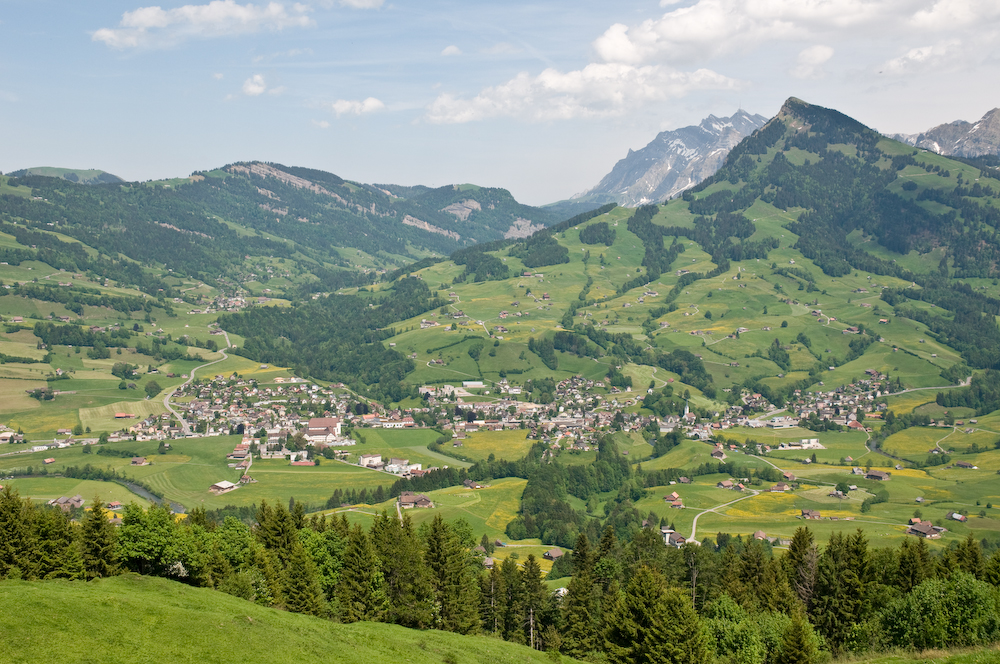
Деревня Несслау в Санкт-Галлене

- Исторический центр города Санкт-Галлен
- Монастырь Святого Галла — объект Всемирного наследия ЮНЕСКО
- Замок Рапперсвиль
- Замок Верденберг
- Дом-музей Ульриха Цвингли в общине Вильдхаус — один из старейших сохранившихся крестьянских домов Швейцарии
- Гора Сентис (нем. Säntis, 2502 м) с площадкой обозрения и рестораном
- Гора Хоер-Кастен, на вершине которой построен вращающийся ресторан и возведена 72-метровая радиомачта.